# Lekwa Local Municipality
Lekwa (englisch Lekwa Local Municipality) ist eine Lokalgemeinde im Distrikt Gert Sibande der südafrikanischen Provinz Mpumalanga. Der Verwaltungssitz befindet sich in Standerton. Bürgermeister ist Lindokuhle Blessing Robert Dhlamini.
Die Gemeinde ist benannt nach dem isiZulu-Wort Ligwa für den Fluss Vaal, der die Gemeinde durchfließt.

## Städte und Orte
| - Bettiesdam - Elmtree - Holmdene - Meyerville - Morgenzon - Platrand - Roberts Drift - Sakhile | - Standerton - Sivukile - Thuthukani |

## Bevölkerung
Von den 115.662 Einwohnern im Jahr 2011 auf einer Fläche von 4585 Quadratkilometern waren 84,2 % schwarz, 11,4 % weiß, 2,9 % Coloured und 1,2 % Inder bzw. Asiaten. Erstsprache war zu 65 % isiZulu, zu 13 % Afrikaans, zu 10,1 % Sesotho, zu 3,5 % Englisch, zu 1,5 % isiXhosa, zu jeweils 1,1 % isiNdebele und Siswati, zu 0,7 % Setswana und zu 0,6 % Sepedi.